# Строматолиты

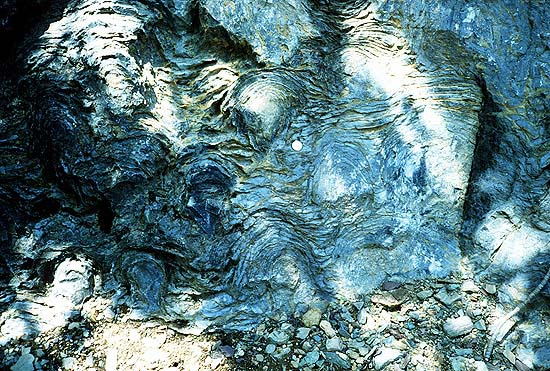
Докембрийский строматолит

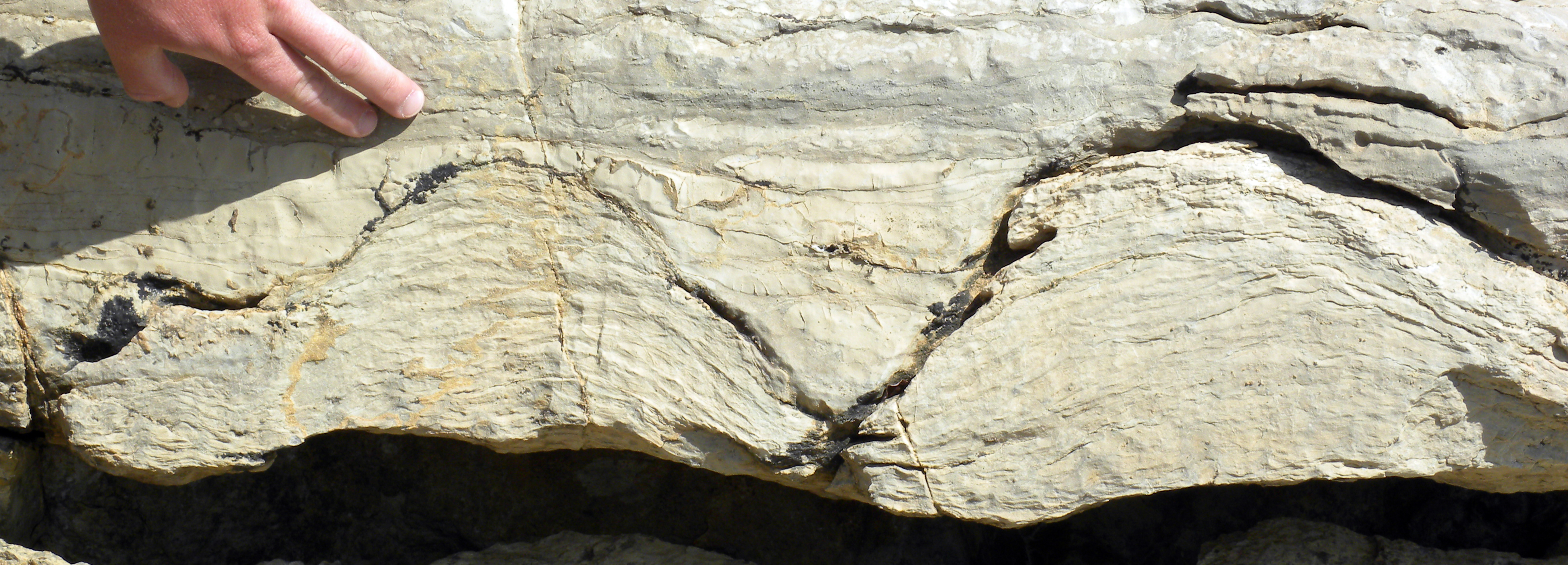
Строматолит кембрийского периода

Строматолиты (др.-греч. στρῶμα «подстилка» и λίθος «камень», каменная подстилка, каменная прослойка) — ископаемые остатки ((чаще известковое/доломитовое) цианобактериальных матов=стяжение, образовавшееся на дне мелководного водоёма.

## История изучения

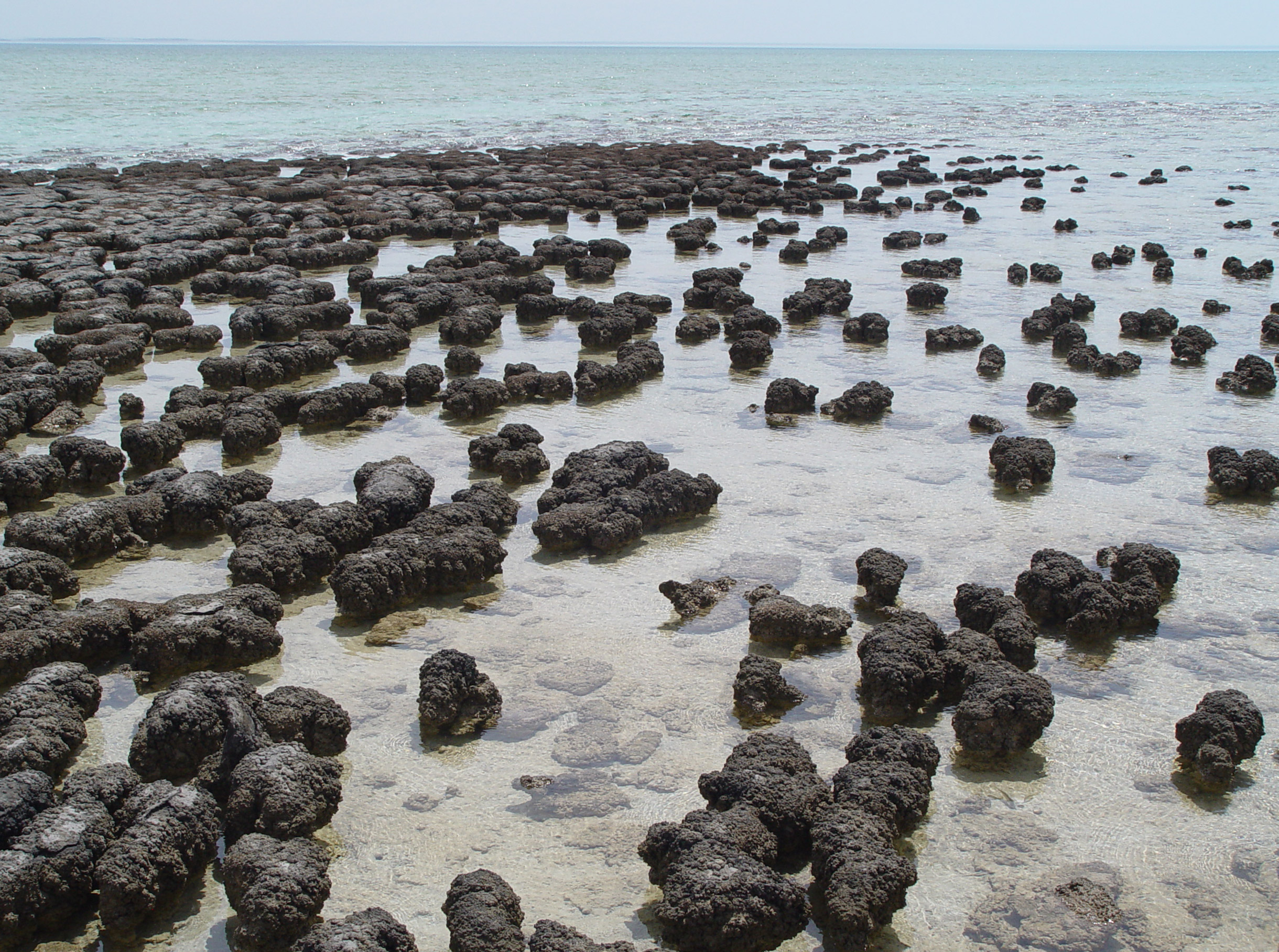
Современные строматолиты в заливе Шарк-Бэй в Западной Австралии

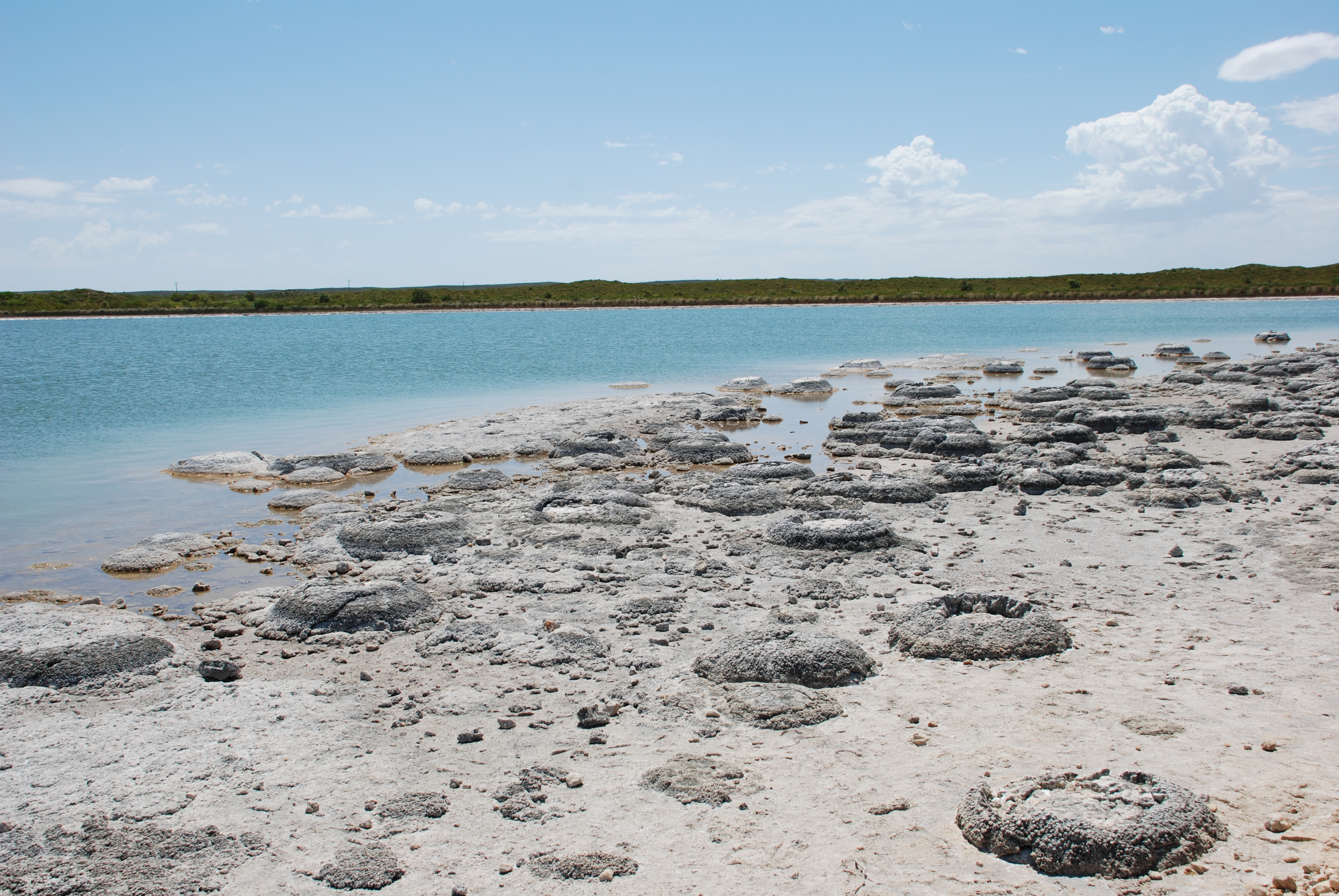
Современные строматолиты озера Тетис в Западной Австралии

На ранних стадиях изучения строматолиты ассоциировались с остатками многоклеточных эукариот — губками, кораллами или мхами. По степени сложности они более всего напоминали исследователям скелеты многоклеточных эукариот. Позже к числу возможных строматолитообразователей были отнесены миксомицеты. Дальнейшее изучение строматолитов позволило однозначно связать их образование с жизнедеятельностью колоний нитчатых цианобактерий. Это было показано в результате обнаружения остатков нитей в ископаемых строматолитах и подтверждено исследованиями их современных аналогов. Таким образом, принципиально изменилось представление о строматолитообразователях, и возникновение постройки связывалось уже не с жизнедеятельностью отдельного организма, а с жизнедеятельностью колонии. Примерно в начале 1930-х годов в разных странах началось геологическое изучение строматолитов, что позволило советскому геологу Н. Н. Дингельштедту в 1935 году впервые сопоставить уральские строматолиты с аналогичными постройками из докембрийских толщ Америки и Китая. Им была высказана надежда на дальнейшее успешное использование строматолитов в стратиграфии. При последующем изучении закономерности распределения строматолитов в разрезах оказались теми же, что и у фанерозойских скелетных остатков эукариотических организмов.

## Классификация
Разные авторы предлагают различные типы классификаций строматолитовых образований. Так, Конюшков и Пиа рассматривали строматолиты в ранге типа, понизив в ранге следующую категорию, включающую три таксона: столбчатые, пластовые и желваковые строматолиты.
В настоящее время выделяются многочисленные переходные формы (например, столбчато-пластовые). Для этих таксонов предлагаются латинские названия в рамках ботанической номенклатуры.
В классификации Раабен (1986) надродовым таксонам присвоены латинизированные наименования, как правило, производные от характерного рода с добавлением окончаний. Таксон наивысшего ранга — строматолиты (без статуса) делится на пять типов: столбчатые (включая столбчато-пластовые), пластовые, желваковые, столбчато-желваковые и микростроматиты. Первые четыре выделены по форме построек, а пятый — по величине построек и включает в себя все вышеперечисленные морфотипы, с ограничением в размере (до первых десятков сантиметров).
Хофманн (Hofmann, 1986) классифицировал строматолиты по размерам построек. Он выделяет следующие категории:
- гигастроматолиты — до 1000 м;
- мегастроматолиты — до 100 м;
- макростроматолиты — до 1 м;
- мезостроматолиты — до 10 см;
- министроматолиты — до 1 см;
- микростроматолиты — до 1 мм

Китайские исследователи на основании изучения 50 родов строматолитов из протерозойских отложений Китая предложили свою классификацию, включающую шесть рангов таксонов (Liang et al., 1985). Наивысший ранг — надтип, куда относятся три таксона — столбчатые, пластовые и столбчато-пластовые постройки. Каждый надтип объединяет два типа, выделенные по размерам построек — малый и большой. В типе малых столбчато-пластовых построек выделяются два подтипа — с явной синхронностью роста и без таковой. Далее выделяются 13 семейств с латинизированными названиями, производными от характерных родов с окончаниями, соответствующими Международному кодексу ботанической номенклатуры. В семейства объединены 50 родов, описанных в Китае. Низшей таксономической категорией является вид. Приведены характерные признаки для выделения вида, рода и семейства.
Ридинг (Riding, 1991) предложил классификацию бентосных микробиальных карбонатных отложений по их происхождению. В формировании этих отложений участвовали три группы организмов: бактерии, цианобактерии и водоросли в сочетании с тремя процессами:
1. захват частиц осадка;
2. биоминерализация органической ткани;
3. осаждение минералов на поверхности организмов и осадка.

На этом основании представлена следующая классификация:
1. строматолит (слоистое микробиальное образование)
  1. агглютинированный (затвердевший) строматолит
    1. мелкозернистый тонкослоистый
    2. крупнозернистый грубослоистый

  2. туфа-строматолит (образованный за счёт осаждения минералов на поверхности органической ткани)
  3. скелетный строматолит (с сохранившимися остатками организмов-строматолитообразователей, например, обызвествлённые нити цианей)
  4. субаэральный строматолит (образовавшийся путём минерализации в засушливых условиях)
2. дендролит, древовидное микробиальное образование
3. тромболит, сгустковое микробиальное образование
4. травертин, слоистое микробиальное образование с дендровидной макроструктурой
5. скрытые микробиальные карбонаты: образования с микритовой, сгустковой, пелоидной или спаритовой микроструктурами и отсутствием отчётливо выраженных макроструктур.

По мнению автора, только агглютинированные строматолиты образуются преимущественно за счёт захватывания частиц осадка. Формирование скелетных строматолитов, дендролитов и тромболитов происходит главным образом за счёт биоминерализации. А процесс поверхностной минерализации доминирует при образовании туфа-строматолитов, субаэральных строматолитов и травертин.
Макарихин и Медведев предложили создание единой классификации цианобактериальных и водорослевых построек по формальным признакам с использованием ботанической номенклатуры в соответствии с Международным кодексом (ICBN (1980).
В качестве категории наивысшего ранга предлагается отдел — литофита, состоящий из двух подотделов: строматолитофитина (прикреплённые к субстрату постройки) и онколитофитина (неприкреплённые к субстрату постройки).
Подотдел строматолитофитина делится на пять классов: стириолиты, родолиты, строматолиты, микростроматиты, тромболиты.

### Класс строматолиты
В этот класс объединены постройки первично-карбонатного состава.
По морфологии построек класс делится на четыре порядка: пластовые, желваковые, столбчатые и брусковые.
К традиционно выделяемым первым трём добавлены брусковые — вытянутость по длинной оси сопоставима с высотой постройки.
Столбчатые строматолиты делятся на два подпорядка — ветвящиеся (включающий 2 семейства: пассивно — и активно-ветвящиеся) и неветвящиеся (с единственным семейством колонковых).
В качестве примера пассивноветвящихся можно привести род Kussiella Kryl., 1963. Активноветвящиеся делятся на три подсемейства: якутиды (род Jakutophyton Schap., 1965); гимносолениды (род Gymnosolen Steinm., 1911); тунгуссиды (род Tungussia Semikh., 1962). Примером неветвящихся является род Colonnella (Komar, 1964).

### Класс стириолиты
Постройки первичнокремнистого состава, термин предложен М. Уолтером, изучавшим оригинальные существенно кремнистые постройки, морфологически сходные со строматолитами и приуроченные к зоне действия горячих источников (Walter, 1976; 1996). Им описаны первичнокремнистые водорослево-бактериальные постройки в термальных источниках и гейзерах Йеллоустонского национального парка в штате Вайоминг, США (Walter et al., 1972; Walter, 1977). Примером первичнокремнистых фитогенных построек являются находки в гейзеритах Камчатки (Макарихин, 1985). В качестве ископаемых аналогов стириолитов можно указать фитогенные постройки из раннепротерозойской свиты Ганфлинт в провинции Онтарио, Канада, которые морфологически и микроструктурно весьма схожи со стириолитами Йеллоустона (Walter, 1972). Примером может служить Gruneria biwabikia Cloud et Semikh., 1969, описанная из железорудных свит Бивабик и Ганфлинт Канадского щита и кремнистых пород вулканогенной свиты Маунт Джоп Западной Австралии (Cloud & Semikhatov, 1969), а также разнообразные кремнистые фитолиты свиты Ганфлинт, содержащие многочисленные остатки микроорганизмов (Hofmann, 1969; Awramik & Semikhatov, 1979). В Китае из протерозойской свиты Умишань (район г. Пекина) описаны кремнистые микроколонковые и пластовые постройки, содержащие нитчатые и сферические микрофоссилии (Cao Ruiji, 1991).
Кремнистые фитолиты обнаружены и на Балтийском щите, в частности, в верхах вашозерской свиты Карелии (Медведев, 1991; Куршева и др., 1993).

### Класс родолиты
В этот класс объединены современные нелитифицированные постройки, морфология и текстура которых сходна с ископаемыми. Сам термин «родолиты» предложен для обозначения современных строматолитоподобных образований, сформированных цианобактериальными сообществами в гиперсолёных или пресноводных экосистемах (Заварзин, 1984; Boselini & Ginsburg, 1971; Hypersaline Ecosystems, 1985; Stromatolites, 1976).

### Класс микростроматолиты
Первой выделила постройки максимальных размеров до первых см по высоте в отдельный таксон М. Е. Раабен (1980; 1991; 1998). В микростроматиты включены две категории: миниколумеллы (колонковые) и министромиды (слоисто-желвачковые).

### Класс тромболиты
Внешне сходные со строматолитами, но лишённые отчётливой слоистости постройки (Aitken,1967; Schmitt & Moninger, 1977).

## Стратиграфия
Как объекты палеонтологии, строматолиты были выделены благодаря устойчивости и повторяемости их морфологических признаков. Известны с протерозоя, особенно обильны от докембрия до ордовика. Строматолиты широко используются при расчленении и корреляции (в том числе межконтинентальной) верхнепротерозойских образований. В ископаемом состоянии чаще всего встречаются постройки, сформированные в зоне накопления относительно мелководных морских отложений существенно карбонатного состава, причём бо́льшая часть таких построек несомненно испытывала влияние приливно-отливных течений.

## Образование
Формируются в опреснённых или засолонённых зонах или в зонах с периодической сменой пресной и солёной воды. Образователями строматолитов являются цианобактерии и другие виды бактерий; в постройке некоторых из них принимают участие и эукариотические водоросли.

## Значение и применение
Отличается высокими декоративными свойствами. Материал хорошо полируется. Широко используется, как поделочный камень для изготовления подсвечников и декоративных шаров. Кроме этого, образцы строматолитов могут быть включены в минералогическую или палеонтологическую коллекцию. Отполированные образцы демонстрируют слоистую текстуру камня, составленного более широкими и тончайшими полосками коричневого, серого, красноватого и дымчатого цвета.

## Фотографирование и описание образцов
Желательно сделать серию фотографий с последовательным увеличением. Первая фотография серии должна иллюстрировать обнажения, следующие — демонстрировать отдельные столбики, детали столбиков (ветвление), детали бокового ограничения построек. Можно дополнить серию фотографией полированного образца. Мелкие детали строматолитовых наслоений фотографируются в шлифах и прозрачных плёнках под микроскопом. Каждая фотография должна быть снабжена масштабным отрезком.

Описание строматолитов также может нести существенную таксономическую информацию, важную для специалистов. Общий план описания строматолитов (на примере столбчатых построек):
1. Описание обнажения со строматолитами.
2. Описание строматолитового слоя.
3. Описание биогерма (биострома).
4. Форма столбика общая (субцилиндрический, клубневидный, грушеобразный и т. п.).
5. Размеры (высота, диаметр).
6. Форма сечения.
7. Ориентировка.
8. Ветвление (в том числе отростки, бугорки).
9. Характер боковой поверхности.
10. Характер строматолитовых наслоений.
11. Форма арок.
12. Структура слоёв (микроструктура).
13. Вмещающая порода.
14. Вторичные изменения.